# Nervosa
Nervosa és un grup brasiler de música thrash metal originari de São Paulo. La banda publica amb el segell discogràfic Napalm Records.

## Discografia
- Time of death (EP, 2012)
- Victim of yourself (2014)
- Agony (2016)[3]
- Downfall of mankind (2018)
- Perpetual chaos (2021)